# Xavier Barachet
Xavier Barachet (Nice, 19 november 1988) is een Franse handbalspeler. Barachet is tweevoudig wereldkampioen en Europees kampioen met de Franse nationale ploeg . Sinds 2006 speelt hij voor Chambery Savoie HB in de Ligue Nationale de Handbal . Hij speelt momenteel voor Saint-Raphaël nadat hij is verhuurd door  PSG Handball.
Op 1 januari 2013, werd Barachet benoemd tot Ridder in het Franse Legioen van Eer .

## Erelijst

### Met Frankrijk
| Mondiaal          |    |                |
| Olympische Spelen | 1x | (2012)         |
| WK handbal        | 2x | (2009), (2011) |
| EK handbal        | 2x | (2008), (2010) |

2. Jérôme Fernandez ·
3. Didier Dinart ·
4. Xavier Barachet ·
5. Guillaume Gille ·
6. Bertrand Gille ·
8. Daniel Narcisse ·
9. Guillaume Joli ·
11. Samuel Honrubia ·
12. Daouda Karaboué ·
13. Nikola Karabatić ·
16. Thierry Omeyer ·
18. William Accambray ·
19. Luc Abalo ·
20. Cédric Sorhaindo ·
21. Michaël Guigou ·
Coach: Claude Onesta
1. Cyril Dumoulin ·
2. Jérôme Fernandez ·
4. Xavier Barachet ·
7. Igor Anić ·
8. Daniel Narcisse ·
9. Guillaume Joli ·
10. Alix Nyokas ·
11. Samuel Honrubia ·
13. Nikola Karabatić ·
14. Kentin Mahé ·
15. Mathieu Grébille ·
16. Thierry Omeyer ·
18. William Accambray ·
20. Cédric Sorhaindo ·
21. Michaël Guigou ·
22. Luka Karabatić ·
28. Valentin Porte ·
Coach: Claude Onesta